# Alan Fudge
Pour les articles homonymes, voir Fudge.
Alan Fudge est un acteur américain,  né le 27 février 1944 à Wichita (Kansas), et mort le 10 octobre 2011 à Los Angeles (Californie),.
Il a notamment joué le rôle de Crawford dans la série L'Homme de l'Atlantide.
Il a un rôle récurrent dans la série Sept à la maison et a également tourné dans plusieurs séries comme MacGyver, Dynasty et Columbo.

## Filmographie partielle
Cinéma
- 1974 : 747 en péril (Airport 1975), de Jack Smight
- 1975 : Les Insectes de feu (Bug), de Jeannot Szwarc
- 1982 : Police frontière (The Border), de Tony Richardson
- 1983 : Brainstorm, de Douglas Trumbull
- 1984 : Le Meilleur (The Natural), de Barry Levinson

Télévision
- 1973 : Kojak (Série) - Saison 1, épisode 5 (Girl in the River) : Gus Sutherland
- 1974 : Columbo : Édition tragique (Publish or Perish) : David Chase
- 1975 : La Petite Maison dans la prairie (The House on the Prairie) (Série) saison 1, épisode 21 (L'agronome (Money crop) ) : Joseph Coulter
- 1976 : Charlie's Angels : Saison 1 de Drôles de Dames, Épisode 08 : Le tueur de dames, (Lady killer) : Dave Erhard
- 1976 : Starsky et Hutch S1 Ep20 (Yoyo) : Commandant Robert Bettin
- 1977 à 1978 : L'Homme de l'Atlantide (The Man from Atlantis) : C.W.Crawford
- 1978 : To Kill a Cop de Gary Nelson : Ralph O'Connor
- 1982 : K2000 : Saison 1 de K 2000 (Give Me Liberty... or Give Me Death): Ed Shaw
- 1986 : MacGyver : Juste vengeance (Slow death) : Paul Webster
- 1987 : MacGyver : Dalton, l'espion (Dalton, Jack of spies) : Jay Michaels
- 1989 : Columbo : Il y a toujours un truc (Columbo Goes to the Guillotine) : M. Harrow
- 1990 : Columbo : Criminologie appliquée (Columbo Goes to College) : M. Redman
- 1992 : Enquête privée (Bodies of Evidence)
- 1995 : De l'amour à l'enfer (If Someone Had Known) : Hunt
- 1997 à 2007 : Sept à la maison (7th Heaven) (série) : Lou Dalton
- 2008 : Requins : L'Armée des profondeurs (Shark Swarm) : Pasteur Herman
- 2009 : Une si longue absence (Relative Stranger) : William Kirkland